# Старый Усад
Старый Усад — деревня в составе  Трускляйского сельского поселения Рузаевского района Республики Мордовия.

## География
Находится на расстоянии примерно 7 км на запад-юго-запад от районного центра города Рузаевка.

## История
Известна с 1692 года. В 1869 году учтена как казенная деревня Инсарского уезда из 42 дворов. 

## Население
Постоянное население составляло 98 человек (мордва-мокша 94%) в 2002 году, 102 в 2010 году .